# 聖維托區
聖維托區（西班牙語：San Vito），是哥斯達黎加的一個區，位於該國西部蓬塔雷納斯省，處於聖何塞東南面271公里，面積147.37平方公里，2010年人口14,839，人口密度每平方公里100.69人。